# Carex breviscapa
Carex breviscapa är en halvgräsart som beskrevs av Charles Baron Clarke. Carex breviscapa ingår i släktet starrar, och familjen halvgräs. Inga underarter finns listade i Catalogue of Life.